# Donahue (Iowa)
Donahue è un comune degli Stati Uniti d'America, situato nello Stato dell'Iowa, nella contea di Scott.